# Demurrage (pieniądz)
Demurrage – koszt pieniędzy, opłata dewaluacyjna wprowadzona przez Silvio Gesella w jego teorii Naturalnego Porządku Ekonomicznego. Zgodnie z teorią pieniądz traci z czasem na wartości. Przywrócenie pieniądzowi początkowej wartości następuje po opłaceniu demurrage. Koszty tego ponoszą ci, co przechowują pieniądze dłużej, niż potrzeba. Celem tego mechanizmu jest wymuszenie ciągłego obiegu pieniądza. Tego typu walutę Gesell nazwał wolnym pieniądzem (Freigeld).
Na tej zasadzie skonstruowane są waluty uzupełniające wprowadzane lokalnie, obok walut państwowych. Taką walutą jest chiemgauer – lokalna waluta wyemitowana w 2003 w Prien am Chiemsee w Bawarii w Niemczech.